# Кугеръял
Кугеръял (мар. Куэръял) — деревня в Новоторъяльском районе Республики Марий Эл. Входит в состав Староторъяльского сельского поселения.

## География
Находится в северо-восточной части республики Марий Эл на расстоянии приблизительно 6 км по прямой на юго-запад от районного центра посёлка Новый Торъял.

## История
Известна с 1790 года, когда здесь насчитывалось 8 дворов. В последующие годы деревня начала разрастаться, 1836 году здесь числилось 13 дворов, 112 человек. К 1850 году население увеличилось до 173 человек. В 1925 году в деревне Кугеръял проживали 95 человек (80 мари, 15 русских). В 1970 году в деревне проживали 66 человек, в основном, мари. В 1988 году здесь осталось 16 жителей. Имелся телятник на 50 голов. В 1999 году в деревне числилось 5 дворов. В советское время работали колхозы «Мари ушем» и имени Молотова.

## Население
Население составляло 8 человек (мари 100 %) в 2002 году, 3 в 2010.